# Пірва
Пірва, Піруа (хетт. Pirwa-, Perwa-, Pirua-) — в хетській міфології чоловіче божество з не цілком ясними функціями. Божество індоєвропейського походження, ймовірно, пов'язане з військовими групами. Він входив у пантеони перших столиць Хетського царства - Хаттусаса та Неси (Канеса).
Однією з ранніх пам'яток хетської поезії зберігся обрядовий вірш, у якому Пірва («воїн молодий») згадується разом із зборами дружинників і царської дружиною. З цього можна зробити висновок про військову сутність образу Пірви, який, ймовірно, також входив до числа богів-захисників царя. Пірва, як правило, зображувався на коні, його священний птах — орел.
Іванов В'ячеслав Всеволодович, на підставі згадки імені Пірви разом зі скелею (хетт. hekur Pirwa «скеля Пірви»), робить висновок про його зв'язок з височинами і порівнює його в цьому відношенні із загальноіндоєвропейським чином, ім'ям та атрибутами бога грози та бойової дружини ( пра-и. е. *Perunos, прасл. *Perunъ, при хетт. peruna «скеля», гот. fairguni "гора" і т. п.). Дане порівняння робиться в рамках теорії так званого «основного міфу», в якій Громовержець співвідноситься з «верхом» і височинами та прихильником та засновником якої Вяч. Нд. Іванов сам був.
Деякі атрибути Пірви, такі як кінь і срібна вуздечка, дозволяють співвіднести його з індоєвропейським богом грози. Ця подібність підкріплюється ними етимологічним зв'язком peruna- і Pirṷa-/Perṷa- з * perṷo-. У цьому плані інтерес представляє найменування ритуального місця в хетських текстах É NA 4 hegur d Pirṷa «будинок вершини (з детермінативом „камінь“) бога Пірви». У цьому найменуванні храму, мабуть, відбивається більш давнє уявлення про поклоніння богу Пірві на височини.
У пізніший період, під час взаємодії хетських і месопотамо-хурритських міфологічних уявлень, Пірва став ототожнюватися з хурритським божеством Хавушка і представлявся образ воїна на коні.